# Péninsule de Hel
Pour les articles homonymes, voir Hel.
La péninsule de Hel (en polonais : Mierzeja Helska ou Półwysep Helski - en kachoube : Hélskô Sztremlëzna - en allemand : Halbinsel Hela ou Putziger Nehrung), située dans le nord de la Pologne, dans la voïvodie de Poméranie, est une longue et étroite bande de terrains sablonneux d'environ 35 km de long, pour une largeur variant de 100 m à 3 km, qui sépare la baie de Puck de la mer Baltique. Fortifiée au milieu des années 1930, elle fut le théâtre d'une âpre bataille lors de l'invasion allemande de la Pologne en septembre 1939.

## Communes situées sur la péninsule
- Hel
- Jastarnia
- Presqu'île de la Vistule